# Thunbergia graminifolia
Thunbergia graminifolia är en akantusväxtart som beskrevs av Wildem.. Thunbergia graminifolia ingår i släktet thunbergior, och familjen akantusväxter. Inga underarter finns listade i Catalogue of Life.